# Aeroporto de Coroatá
O aeroporto de Coroatá está localizada na cidade homônima, a 179 km de São Luís. Possui uma pista de terra, sinalizada, mas não opera-se nenhuma linha aérea na cidade.